# Koncerty w Trójce vol. 10 – Lao Che
Koncerty w Trójce vol. 10 - Lao Che – pierwszy koncertowy album płockiego zespołu Lao Che, nagrany 27 października 2013 w Studiu Polskiego Radia im. Agnieszki Osieckiej i wydany 9 grudnia 2013 przez Polskie Radio. Na płycie znalazło się 13 utworów, w tym niepublikowany wcześniej utwór pt. Królowa. Ponadto zespół wykonał cztery piosenki z płyty Soundtrack, po trzy z płyt Prąd stały / Prąd zmienny i  Gusła oraz dwa z płyty Gospel. Jedynym albumem, z którego nie wykonano żadnego utworu jest Powstanie Warszawskie.
Jest to dziesiąty album z serii „Koncerty w Trójce”.

## Lista utworów
1. Zapowiedź 1:21
2. Astrolog 6:03
3. Hydropiekłowstąpienie 6:02
4. Życie jest jak tramwaj 4:30
5. Królowa 4:39
6. Siedmiu nie zawsze wspaniałych 4:25
7. Wielki Kryzys 5:37
8. Lelum Polelum 5:09
9. Na końcu języka 6:45
10. Dym 6:00
11. Wiedźma 8:36
12. Zombi! 4:43
13. Jestem psem 6:27
14. Prąd stały / Prąd zmienny 5:32

## Twórcy
| - Rafał Borycki - gitara basowa, wokal - Mariusz "Denat" Denst - sampler, wokal - Hubert "Spięty" Dobaczewski - wokal, gitara - Maciej Dzierżanowski - instrumenty perkusyjne, wokal - Michał "Dimon" Jastrzębski - perkusja, wokal - Filip Różański - instrumenty klawiszowe, wokal - Agnieszka Szydłowska - zapowiedź |  | - Przemysław Nowak - dźwięk - Jacek Gładkowski - dźwięk - Sławomir Janowski - miks i mastering - Zofia Sylwin - producent koncertu - Jan Borkowski - redaktor koncertu - Regina Wolnicka - projekt szablonu - Grzegorz Hańderek - logo zespołu - Marcin Antonowicz - koncepcja frontu okładki - Szymon Zaręba - opracowanie - Michał Narkiewicz-Jodko - producent wykonawczy - Michał Dominowski - akustyk zespołu |